# Ирако-саудовские отношения
Ирако-саудовские отношения — двусторонние дипломатические отношения между Ираком и Саудовской Аравией.
Протяжённость государственной границы между странами составляет 811 км.

## История
Саудовские отношения с Ираком изначально были проблематичными, колеблющимися от состояния напряженности до войны. На протяжении 1960-х и в начале 1970-х годов, Эр-Рияд подозревал Багдад в поддержке политических движений на Аравийском полуострове и в других странах Ближнего Востока, которые представляли угрозу безопасности Саудовской Аравии. Саудовская Аравия в ответ начала укреплять отношения с такими государствами, как Иран, Кувейт, Сирия и США, которые также выражали недовольство политикой Багдада.
С 1975 года Ирак стал проводить более умеренную политику и отношения с Саудовской Аравией нормализовались. В 1979 году в Иране произошла Исламская революция, что впервые привело к серьёзному сближению Ирака с Саудовской Аравией так как обе эти страны почувствовали для себя угрозу в этих событиях.
Тем не менее, в 1980 году Эр-Рияд заявил о своём нейтралитете в начавшейся Ирано-иракской войне. Но несмотря на это заявление, Саудовская Аравия за восемь лет конфликта предоставила Ираку около 25 млрд долларов в виде кредитов под низкий процент, и грантов. Несмотря на значительные финансовые инвестиции в создание политического союза с Ираком, Саудовской Аравии не удалось создать дружеские отношения с этой страной. Наоборот, в августе 1990 года, всего через два года после окончаний боевых действий с Ираном, иракские вооружённые силы неожиданно оккупировали Кувейт. Это событие вызвало серьёзное опасение Эр-Рияда, что следом за Кувейтом Ирак нападёт и на Саудовскую Аравию. Саудовская Аравия обратилась за помощью к Соединённым Штатам Америки и приняла непосредственное участие в начавшейся операции против Ирака на стороне сил международной коалиции. Хотя Соединенные Штаты были главной военной силой в составе коалиции, Саудовская Аравия предоставила военные базы для самолётов коалиции, которые осуществляли удары по иракским объектам, а также саудовские вооруженные силы приняли участие в наземной операции против Ирака. После окончания войны отношения с Ираком были практически уничтожены. Саудовская Аравия начала финансирование иракских оппозиционных сил с целью свергнуть Саддама Хуссейна.
В 2003 году состоялось вторжение США в Ирак, Саудовская Аравия оказала политическую поддержку вторжению, но непосредственно в вооружённых действиях не участвовала. После свержения Саддама Хуссейна Ирак сблизился с Ираном, а Саудовская Аравия воспринималась с недоверием со стороны нового иракского руководства. 1 января 2016 года Саудовская Аравия вновь открыла своё посольство в Багдаде, что было обусловлено необходимостью укрепления регионального альянса против Исламского государства, которое захватило часть территории в Ираке и Сирии. Таким образом, отношения были восстановлены спустя 26 лет после того как в 1990 году Саддам Хуссейн вторгся в Кувейт.
Летом 2017 года премьер-министр Ирака Хайдер аль-Абади и ряд министров дважды посетили Эр-Рияд. Иракская делегация договорилась с властями Саудовской Аравии о том, чтобы открыть саудовское посольство в Багдаде, консульства в Басре и Наджафе.

## Нейтральная зона
С 1922 по 1991 год существовала Нейтральная зона между Саудовской Аравией и Ираком. Договор от 5 мая 1922 года предвосхитил близившийся конфликт между Великобританией, которая тогда управляла Ираком, и королевством Неджд, которое затем стало Саудовской Аравией, завоевав королевство Хиджаз. В 1975 году было достигнуто соглашение о разделении зоны, а договор о границах заключён в 1981 году и ратифицирован в 1983 году. По неизвестной причине, договор не был зафиксирован в ООН и никто за пределами Саудовской Аравии и Ирака не был извещён о том, где проходит новая граница. В 1991 году во время войны в Персидском заливе Ирак отменил все международные договорённости с Саудовской Аравией, начиная с 1968 года. В июне 1991 года Саудовская Аравия, в свою очередь, зарегистрировала в ООН договор 1981 года о границе с Ираком. Только тогда нейтральная зона официально прекратила своё существование.